# Іцхак Яаков Вайс
Рабин Іцхак Яаков Вайс (1902–1989, широко відомий як Мінхас Іцхак після написаної ним Responsa) — рабин Edah HaChareidis в Єрусалимі на момент його смерті, але його галахічний вплив поширювався далеко за межі його громади, оскільки він був відомийк посек (галахічний децисор) і вчений-талмудист. Він був всесвітньо відомим експертом з єврейського права, і його рішення часто цитують і покладаються на рабинські суди та вчені.

## Раннє життя
Іцхак народився в місті Долина в Галичині, Австро-Угорщина, в родині видатного хасида, рабина Йосефа Єгуди Вайса, пізніше духовного лідера угорської єврейської громади в Мукачеві. До семирічного віку він часто зустрічався з ребе Зідітховера, рабином Єгудою Цві Ейхенштайном. Проте з початком Першої світової війни в 1914 році він разом із батьками переїхав до Мукачева в Угорщині, де жив його батько до одруження. У 1918 році край перейшов під владу незалежної Чехословаччини.
Іцхак навчався під керівництвом свого батька і отримав Семіху від Мункатчер Ребе, рабина Хаїма Елазара Шапіро, відомого автора Minchas Elazar. Незабаром після цього він також отримав семіху від рабина Меїра Аріка з Тарни. Він також зблизився з рабином Шимоном Грінфілдом. У віці 20 років він став у місті єшивою Рош.
Напередодні Другої світової війни рабин Вайс служив ав-бет-діном у Гросвардейні, Румунія. Коли у результаті Другого Віденського арбітражу Гросвардейн був переданий Угорщині, в 1944 році він утік до Румунії, де його дружина померла від хвороби. Йому та його родині вдалося врятуватися від депортації євреїв під час нацистської окупації території, переховуючись у бункерах і на горищах.

## Після Другої світової війни
Після війни рабин Вайс планував емігрувати до тодішньої Палестини, але його переконали залишитися та допомогти відновити єврейську громаду Гросвардейна. Але з поширенням комунізму в Румунії він вирішив покинути країну.
Близько 1949 року рабин Вайс емігрував до Манчестера, Англія, де незабаром був призначений Даяном і Ав Бет Дін. Його призначення було сприйнято як важлива подія в релігійному житті англійського єврейства. Тодішній головний рабин сер Ізраїль Броді та його наступник рабин Іммануель Якобовіц (тодішній головний рабин Ірландії) були присутні на введенні рабина Вайса у Велику синагогу Манчестера.
У 1951 році депутація на чолі з рабином Броді поїхала до Манчестера, намагаючись переконати раббі Вайса стати даяном лондонського Бет-Діна, але він вирішив відхилити запрошення та вирішив залишитися в північній громаді, де його благочестя та вченість були дуже важливі. шанований. Рабин Вайс багато зробив для покращення духовного життя громади, сприяючи створенню нової та сучасної мікви та створенню коледжу для молодих учених.
Рабин Вайс залишався в Манчестері до 1970 року. За пропозицією рабина Йоеля Тейтельбаума, сатмарського ребе, він приєднався до Edah HaChareidis в Єрусалимі. Однак це сталося лише після того, як він пішов на пенсію з посади голови манчестерського Бет Діна. Рабин Вайс став головою Edah Charedis у 1979 році після смерті рабина Йоеля Тейтельбаума.

## Праці
Рабин Вайс є автором важливого десятитомного набору відповідей під назвою Мінхас Іцхак, обговорюючи багато сучасних технологічних, соціальних та економічних питань. У спеціальному розділі під назвою «Пірсумей Нісса» («оприлюднення дива») рабин Вайс описав жахливі випробування, яких він зазнав під час Другої світової війни, і своє дивовижне виживання.
Даян Вайс ухвалював свої рішення за допомогою класичного «угорського» методу, консультуючись із недавніми галахічними авторитетами, а потім відстежуючи принципи, встановлені таким чином, до більш основних джерел Талмуду та Кодексів. Його колега-мудрець, рабин Моше Файнштейн з Нью-Йорка, працював у протилежному напрямку, звертаючись просто до Талмуду й особливо до Маймоніда у пошуках прецедентів, а потім застосовуючи відповідні міркування безпосередньо до питання, що розглядається, часто без посилання на будь-які проміжні слова. 
Хоча рабин Вайс часто був безкомпромісним і досить суворим у своїх постановах, він був надзвичайно доброзичливим за вдачею і завжди прагнув уникнути конфліктів, часто перед викликом серйозних провокацій. У сучасну епоху немає жодного рабинського суду та жодної юридичної праці, яка б не цитувала чи не спиралася на вердикти рабина Вайса щодо застосування єврейського права до сучасних умов, зокрема в галузі медичної етики.
Рабин Вайс також написав Сіах Іцхака про талмудичний трактат Чагіга.

## Смерть
Рабин Вайс помер у віці 88 років у 1989 році від серцевого нападу в лікарні Бікур Холім. За оцінками, на його похорон прийшло близько 30 000 людей. У нього залишився син Беріш із Манчестера.